# محافظة البدائع
محافظة البدائع، هي إحدى محافظات منطقة القصيم في المملكة العربية السعودية، تبلغ مساحتها 1,600 كم²[بحاجة لمصدر] ويبلغ عدد سكانها 53,779 نسمة حسب تعداد السعودية 2022. تُعتبر محافظة البدائع من المحافظات الزراعية في القصيم؛ نظراً لوفرة المياه الجوفية وجودة التربة ووجود المساحات الشاسعة من الأراضي الزراعية، وتقع محافظة البدائع في منتصف منطقة القصيم، وتبعد عن الرياض (العاصمة) 430 كم، وتخلو محافظة البدائع من الإشارات الضوئية؛ نظراً لوجود الميادين عوضاً عنها.

## المراكز التابعة لها
تتبع المحافظة عدداً من المراكز والقرى، منها:
- القبعية
- الدحلة
- دهيماء
- علباء
- الأحمدية
- الأبرق
- القرى (العبدلية والدحلة والقبعية)

## الجغرافيا

### المناخ
تقع البدائع داخل النطاق الصحراوي لوقوعها على دائرة العرض (26) شمالاً حيث تخضع لظروفه القارية المتقلبة، ففي الصيف يسود الجفاف وتزداد الحرارة وتكثر العواصف الرملية، أما في الشتاء فيكون الجو بارداً ويكثر هطول الأمطار، وللمناخ تأثير كبير على الحياة البشرية والحيوانية والنباتية، فضلاً عن تأثيراته الأخرى المتعددة.

## السكان
- بلغ عدد سكان البدائع (53,779) نسمة حسب تعداد السعودية 2022، وعدد السعوديين (42,375) نسمة، وغير السعوديين (11,404) نسمة.[5]
- قدّر عدد سكان محافظة البدائع عام 2017م بحوالي 57,164 نسمة تقريبا[8]

| المحافظة / المركز | السعوديون | السعوديون | السعوديون | غير السعوديون | غير السعوديون | غير السعوديون | المجموع الكلي | المجموع الكلي | المجموع الكلي |
| المحافظة / المركز | ذكور      | إناث      | المجموع   | ذكور          | إناث          | المجموع       | ذكور          | إناث          | المجموع       |
| ----------------- | --------- | --------- | --------- | ------------- | ------------- | ------------- | ------------- | ------------- | ------------- |
| محافظة البدائع    | 20,572    | 20,215    | 40,787    | 9,263         | 4,264         | 13,527        | 25,835        | 19,479        | 45,314        |
| البدائع           | 17,511    | 17,128    | 34,639    | 6,837         | 1,080         | 7,917         | 24,348        | 18,208        | 42,556        |
| دهيماء            | 600       | 594       | 1,194     | 187           | 7             | 194           | 769           | 571           | 1,340         |
| علباء             | 347       | 376       | 723       | 56            | 6             | 62            | 403           | 382           | 785           |
| القبعية           | 400       | 420       | 820       | 31            | 5             | 36            |               |               |               |
| الاحمدية          | 132       | 147       | 279       | 183           | 171           | 354           | 315           | 318           | 633           |

### الموقع
تقع محافظة البدائع في منتصف منطقة القصيم - تقريباً - على خط عرض 26 شمالاً وخط طول 43 شرقاً، وتبعد محافظة البدائع عن مدينة بريدة 57 كم تقريباً، وتبعد عن جارتيها محافظة عنيزة ومحافظة الرس 20 كم تقريباً.

## الاقتصاد

### الزراعة
تعد حرفة الزراعة في البدائع من الحرف الأولى لدى السكان منذ نشأتها، وقد تطورت هذه الحرفة واتسعت وأصبحت من الركائز الأساسية لنهضة البدائع وتقدمها، تبلغ نسبة العاملين في مجال الزراعة 38٪ من مجموع السكان، ونجاح الزراعة في البدائع لم يكن مستغرباً لعدة عوامل أهمها خصوبة التربة.
وتعتمد الزراعة في البدائع على الري من الآبار الإرتوازية الحديثة، وقد وفرت هذه الوسيلة جهداً كبيراً على المزارعين، أما في السابق فكان المزارعون يجدون صعوبة بالغة في الري، فقد كانت الآبار السطحية هي المستعملة بواسطة السواني، ثم استبدلوها بالطرق الحديثة (الميكانيكية) إلى أن انقرضت الطريقة الأولى نهائياً.
يُقدر عدد المزارع في البدائع بنحو ألفي مزرعة، وفيها من الآبار ثلاثة آلاف بئر ويصل عمقها ما بين 60 متر إلى 200 متر.
تتنوع المحاصيل في البدائع كما هو شأن بقية المناطق، والمحاصيل الزراعية لا تختلف كثيراً في البدائع عن سائر مدن القصيم، ويمكن تقسيمها إلى الأقسام التالية :
1- التمر
2- الحبوب
3- الخضروات
4- الفواكه
- التمر: يعتمد السكان على منتجات النخيل إعتمادا رئيسياً، وهم لا يستغنون عنه أبداً. وقبل سنوات قليلة كان هو الغذاء الرئيسي لدى الجميع فالذي يحصل على التمر يعتبر قد حصل على شي كثير. تأتي مدينة البدائع في مقدمة مدن نجد في هذا الإنتاج، وما تزال التمور تمثل المصدر الرئيسي للثروة الزراعية، والنخل يغطي جزء كبيرا من المساحة المزروعة خاصة في المزارع القديمة.
- الحبوب: تعد البدائع من أكبر المناطق لزراعة الحبوب في المملكة، والحبوب فيها من المحاصيل الفصلية، وهي نوعان : شتوية، وصيفية. تعد الحبوب في مقدمة الإنتاج الزراعي في البدائع، وكانت كميات كبيرة منها تصدر إلى مدن المملكة قبل إنشاء صوامع الغلال في القصيم. والحبوب في البدائع أنواع هي : القمح والشعير والذرة .
- الخضروات: تعتبر بعض أنواع الخضروات مهمة كعناصر أساسية أو عناصر مكملة للوجبات الغذائية، وأنواع الخضروات كثيرة وتعطي إنتاجا كبيراً قياسيا مقارنة بمساحتها الزراعية القليلة، وبعضها يؤكل طازجا والآخر يؤكل بعد طبخه مع أنواع أخرى من الأغذية. وتشكل زراعة البطيخ والقرع نسبة كبيرة من الأراضي المزروعة، وتصدر البدائع منها كمية غير قليلة إلى بعض مدن المملكة المختلفة.
- الفواكه: تأتي زراعة الفواكه في المرحلة الأخيرة بالنسبة للمزروعات السابقة، ولكنها أخذت في الازدياد والتوسع في السنوات الأخيرة وصار الإقبال عليها كبيرا كما أن كل بيت حديث أصبح لا يخلو من بعضها. وأشجار الفواكه تأخذ طابع الإستمرار مدة طويلة. ويزداد إنتاجها مع ازدياد الاهتمام بها والمحافظة عليها، وما زالت الفاكهة تستهلك محليا ولا يصدر منها إلا القليل وخاصة العنب.

### التجارة
تعد تجارة الخضروات والتمور أحد مداخيل الرزق قديما ولا زال إلى وقتنا الحاضر، ويوجد في البدائع سوق مركزي لبيع وتجارة الخضروات والتمور خصوصا يوم الجمعة.

### الصناعة
يوجد العديد من المصانع في محافظة البدائع، منها:
- مصنع مياه القصيم الصحية
- مصنع تمور القصيم
- مصنع ديف للصناعات الدوائية
- مصنع رسف لطباعة وتشكيل العبوات
- مصنع طيبه للسواك
- مصنع الحميدان للصناعات الكهربائية
- مصنع الروضة للبيوت المحمية الزراعية
- مصنع الحميدان للكهرباء
- مصنع تمور المملكة